# 奇罗 (南卡罗来纳州)
奇罗（Cheraw）是美国南卡罗来纳州切斯特菲尔德县的一个镇，位于皮迪河畔。根据2000年美国人口普查，共有5524人，其中非裔美国人占52.21%、白人占45.76%。
34°41′48″N 79°53′42″W / 34.6967°N 79.895°W